# NHKナイトニュース
『NHKナイトニュース』は、1988年10月3日から1990年3月31日までNHK総合テレビジョンで放送された最終ニュース番組。毎日24:00終了だが、番組本編は正式には23時57分30秒で終了する。

## 概要
1988年4月から『NHKニュースTODAY』（21時 - 22時20分）と最終ニュース（23時35分 - 24時、別称「NHKニュース&コメンタリー」。新聞では「ニュースと解説」と表記）を編成していたが、その半年後、『TODAY』が20分短縮して22時終了となり、最終ニュースの放送時間を40分に拡大、『ナイトニュース』とタイトルを付した。平日には「ニュースと解説」時代では充分に伝えきれなかったスポーツニュースを充実化させている。
1989年4月からは平日の放送時間が「ニュースと解説」時代の25分枠に縮小。スポーツニュースを独立させて「スポーツタイム」（22時45分 - 23時）がスタートした。
キャスターは最初の半年間を名取将（現・フリーアナウンサー、ナレーション声優）が務めていた（平日のみ）。
なお、エンディングの音楽は番組終了後も1992年3月末まで土・日曜日最終のNHKニュースのエンディングで継続して使用された。
スタジオセットは用いず、「シンセビジョン」と呼ばれるバーチャルセットを使っていた。

## 放送時間
- 1988年10月 - 1989年3月　23:20～23:57（平日）、23:35～23:57（土）
- 1989年4月 - 1990年3月　23:35～23:57（月～土）
  - なお、基本的に1日の最終番組であったが、放送開始から1989年（昭和64年）1月6日（金）の期間は、当番組終了（その後10月15日（10月14日は当初から23:57に『アメリカ大統領候補テレビ討論』放送予定が入っていた[4]）から暫定措置として、午前1時前後まで『NHK特集』の再放送など定時番組を放送）後、『昭和天皇ご容体』のニュースが1時間おきに放送され、その間は皇居や都内各地のお天気カメラのフィラー映像が流れていた。
また、昭和天皇御崩御後も1989年（平成元年）4月1日まで随時「昭和の時代を映し出したドキュメンタリーやドラマ」といったアンコールが放送され、その場合は午前1時前後まで延長放送をしたことがあった。
  - 日曜日は23:45～23:57まで「NHKニュース」として放送し、スタジオも通常の全国ニュースのセットを使用していたが、東京ニュース通信社から配信されたものを使用した新聞のテレビ欄には『ナイトニュース』と書かれていた他、エンディングの明日の天気と予定に関しては他の曜日と同じフォーマットで放送していた（ただしエンドクレジットは『NHKニュース 終』を使用）。また各ブロックのローカルニュースから開始していたためオープニングタイトルがなかったが、広島局では「こんばんは。NHKナイトニュースです。初めに広島から中国地方のニュースをお伝えします」と挨拶していた。

## 流れ
平日の場合。休日に関しては一部変則

### 1988年10月から1989年3月
- 23:20-23:30　その日1日のまとめのニュース
- 23:30-23:35　ローカルニュース・天気予報
- 23:35-23:45ごろ　解説（NHK解説委員持ち回り）
- 23:45ごろ-23:53ごろ　スポーツニュース
- 23:53-24:00　天気予報・明日の予定

### 1989年4月から1990年3月
- 23:35-23:45　解説（途中、解説の前にまとめの全国ニュースを放送していたこともあった）
- 23:45-23:50　ローカルニュース
- 23:50-24:00　その日のまとめの全国ニュース・天気予報・明日の予定